# Soul Limbo
| Recensione                        | Giudizio    |
| --------------------------------- | ----------- |
| AllMusic                          | [ 3 ]       |
| The New Rolling Stone Album Guide | [ 4 ]       |
| Sputnikmusic                      | 3.7 (Great) |

Soul Limbo è l'ottavo album di Booker T. & the M.G.'s, pubblicato nel settembre del 1968 dall'etichetta Stax Records come primo LP dopo la separazione dalla Atlantic Records avvenuta nel maggio dello stesso anno.

## Tracce

### LP
Lato A
1. Be Young, Be Foolish, Be Happy – 2:59 (James B. Cobb, Ray Whitley)
2. La La Means I Love You – 2:37 (Thom Bell, William Hart)
3. Hang 'Em High – 3:53 (Dominic Frontiere)
4. Willow Weep for Me – 3:42 (Ann Ronell)
5. Over Easy – 4:05 (Booker T. Jones, Steve Cropper, Duck Dunn, Al Jackson)
6. Soul Limbo – 2:23 (Booker T. Jones, Steve Cropper, Duck Dunn, Al Jackson)

Lato B
1. Eleanor Rigby – 3:34 (John Lennon, Paul McCartney)
2. Heads or Tails – 2:30 (Booker T. Jones, Steve Cropper, Duck Dunn, Al Jackson)
3. (Sweet, Sweet, Baby) Since You've Been Gone – 2:50 (Aretha Franklin, Ted White)
4. Born Under a Bad Sign – 3:05 (William Bell, Booker T. Jones)
5. Foxy Lady – 3:11 (Jimi Hendrix)

## Formazione
- Booker T. Jones - tastiere
- Steve Cropper - chitarra
- Donald Dunn - basso
- Al Jackson Jr. - batteria

Note aggiuntive
- Booker T. & the M.G.'s – produttori
- Ronnie Capone – ingegnere delle registrazioni
- Steve Cropper – mixaggio e editing
- George Whiteman – foto copertina frontale album originale
- Truck Graphics – foto retrocopertina album originale
- Christopher Whorf – art director copertina album originale
- Deanie Parker – note retrocopertina album originale[6]

## Classifica
Album
| Anno | Classifica             | Posizione raggiunta |
| ---- | ---------------------- | ------------------- |
| 1968 | Billboard 200          | 127                 |
| 1968 | Top R&B/Hip-Hop Albums | 14                  |

Singoli
| Anno | Titolo del brano | Classifica             | Posizione raggiunta |
| ---- | ---------------- | ---------------------- | ------------------- |
| 1969 | Hang 'Em High    | Billboard Hot 100      | 9                   |
| 1968 | Soul Limbo       | Billboard Hot 100      | 17                  |
| 1968 | Soul Limbo       | Hot R&B/Hip-Hop Songs  | 7                   |
| 1969 | Hang 'Em High    | Hot R&B/Hip-Hop Songs  | 35                  |
| 1968 | Soul Limbo       | Adult Contemporary     | 32                  |
| 1968 | Hang 'Em High    | Adult Contemporary     | 39                  |
| 1968 | Soul Limbo       | Official Singles Chart | 30                  |